# Scopelengys
Scopelengys es un género de peces de la familia Neoscopelidae, del orden Myctophiformes. Este género marino fue descrito por primera vez en 1890 por Alfred William Alcock.

## Especies
Especies reconocidas del género:
- Scopelengys clarkei (J. L. Butler & Ahlstrom, 1976)
- Scopelengys tristis (Alcock, 1890)